# Попова, Нина Михайловна (колхозница)
Нина Михайловна Попова (5 июля 1931 — 14 сентября 1981) — передовик советского сельского хозяйства, главный агроном колхоза имени Куйбышева Репьёвского района Воронежской области, Герой Социалистического Труда (1973).

## Биография
Родилась в 1931 году в селе Грачёвка, ныне Усманмского района Липецкой области в русской крестьянской семье. В 1950 году завершила обучение в Усманском сельскохозяйственном техникуме, стала трудиться участковым агрономом, а затем агрономом-экономистом Новосолдатской машинно-тракторной станции (МТС) Воронежской области.
В 1958 году перешла на работу главным агроном и заместителем председателя колхоза имени Куйбышева Репьёвского района орденоносца Василия Яковлевича Крюкова. В начале 1960-х годов это предприятие вышло в число передовых в Воронежской области и ежегодно удостаивалось награждением переходящим знаменем и почётными званиями за достижение высоких урожаев зерновых культур. В 1961 году успешно завершила обучение в высшем учебном заведении, окончив агрономический факультет Воронежского сельскохозяйственного института.
По результатам трудовой деятельности в восьмой пятилетке (1966–1970) Нина Михайловна была представлена к награждению орденом Ленина.
За большие успехи, достигнутые во Всесоюзном социалистическом соревновании, и проявленную трудовую доблесть в выполнении принятых обязательств по увеличению производства и продажи государству зерна и других продуктов земледелия в 1973 году, Указом Президиума Верховного Совета СССР от 11 декабря 1973 года Нине Михайловне Поповой было присвоено звание Героя Социалистического Труда с вручением ордена Ленина и золотой медали «Серп и Молот».
Её местные жители избирали депутатом сельского и Репьёвского районного Советов. 
Проживала в селе Краснолипье Репьёвского района. Умерла 14 сентября 1981 года.

## Награды
За трудовые успехи удостоен:
- золотая звезда «Серп и Молот» (11.12.1973),
- два ордена Ленина (08.04.1971, 11.12.1973),
- Орден Трудового Красного Знамени (31.12.1965),
- другие медали.

## Память
- 18 ноября 2016 года в Репьевке на Аллее Героев центрального парка установлен бюст Герою Социалистического Труда, агроному из села Краснолипье Нине Поповой. Автор работы стал местный скульптор, член Союза художников России Игорь Горяинов[2].